# Ducey
Ducey is een plaats en voormalige gemeente in het Franse departement Manche in de regio Normandië en telt 2253 inwoners (2004).
De plaats maakt deel uit van het arrondissement Avranches en sinds 1 januari 2016 van de gemeente Ducey-Les Chéris.

## Geografie
De oppervlakte van Ducey bedraagt 11,2 km², de bevolkingsdichtheid is 201,2 inwoners per km². Ducey wordt doorsneden door de Sélune.
De onderstaande kaart toont de ligging van Ducey met de belangrijkste infrastructuur en aangrenzende gemeenten.

## Demografie
Onderstaande figuur toont het verloop van het inwonertal (bron: INSEE-tellingen).